# Microdermabrasion
La microdermabrasion est une technique cosmétique consistant à polir la peau par projection de cristaux (sel, oxyde d'aluminium ou sablon). Ainsi, l'épiderme est pelé. La microdermabrasion est proposée pour traiter des rides sur le visage et le cou/décolleté, des cicatrices, ou des troubles de la pigmentation.
Plusieurs traitements peuvent être effectués :

## Traitements
La microdermabrasion est appliquée dans la chirurgie  esthétique et aussi la chirurgie  médicale.

### Chirurgie  esthétique
- Augmentation des pores
- Rides fines sur le visage, le cou et le décolleté
- Vergeture

### Chirurgie  médicale
- Comédon (points noirs)
- Cicatrices d'acné atrophiques superficielles
- Nevus mélanocytaires

## Littérature
- (en) Hill, Pamela, Microdermabrasion, Clifton Park NY, Thomson Delmar Learning, 2006